# ديزي جديون (صحفية ومخرجة)
ديزي جدعون أو ديزي جديون (من مواليد 1965) هي صحفية ومخرجة سينمائية أسترالية لبنانية.
وُلدت ديزي جديون في كوسبا بلبنان عام 1965. هاجرت عائلتها إلى أستراليا عندما كانت في الخامسة من عمرها. بدأت حياتها المهنية في الكتابة ككاتبة رياضية في عام 1987، وكانت أول صحفية رياضية في الصحيفة الأسترالية وأول كاتبة كرة قدم في أستراليا تذهب إلى دورة الألعاب الأولمبية لعام 1988 في سول. بأت ديزي بعد عدة سنوات من تغطية الرياضة في تغطية الشؤون الخارجية، ولا سيما تلك الموجودة في الشرق الأوسط. قابلت ياسر عرفات في القمة العربية عام 1990 في بغداد وغطت حرب لبنان كمراسلة لمطبوعات من بينها التايمز .

## مهنة الإخراج
نشرت ديزي في عام 1996 أول فيلم وثائقي طويل لها ، لبنان. . . روعة السجن بطولة عمر الشريف . تأهل الفيلم الوثائقي لجوائز الأوسكار لعام 1998 لأفضل فيلم وثائقي طويل وفاز بالعديد من الجوائز الدولية بما في ذلك جائزة الشاشة الفضية في مهرجان الولايات المتحدة الدولي للسينما والفيديو وجائزة أفضل الأفلام القصيرة في مهرجان بوسطن السينمائي.
حصلت في عام 2021 على جائزة الأفلام التي تستحق (بالانجليزية: Movie That Matters award) في حفل احتفالي لصندوق عالم أفضل في مدينة كان عن فيلمها الوثائقي كافية! أحلك ساعة في لبنان (بالانجليزية:Enough! Lebanon's Darkest Hour).

## الأفلام
| فيلم                      | سنة  | الأدوار                | ملاحظات |
| ------------------------- | ---- | ---------------------- | ------- |
| لبنان. . . روعة السجن     | 1996 | المخرج والكاتب والمنتج | وثائقي  |
| كافية! أحلك ساعة في لبنان | 2021 | المخرج والكاتب         | وثائقي  |